# Lumpy Money
The Lumpy Money Project/Object je album kytaristy a zpěváka Franka Zappy, vydané v lednu roku 2009.

## Seznam skladeb

### Disk 1
1. I Sink Trap – 2:45
2. II Gum Joy – 3:44
3. III Up & Down – 1:52
4. IV Local Butcher – 2:36
5. V Gypsy Airs – 1:41
6. VI Hunchy Punchy – 2:06
7. VII Foamy Soaky – 2:34
8. VIII Let’s Eat Out – 1:49
9. IX Teen-Age Grand Finale – 3:30
10. Are You Hung Up? – 1:26
11. Who Needs The Peace Corps? – 2:32
12. Concentration Moon – 2:22
13. Mom & Dad – 2:16
14. Telephone Conversation – :49
15. Bow Tie Daddy – :33
16. Harry, You’re A Beast – 1:21
17. What’s The Ugliest Part Of Your Body? – 1:02
18. Absolutely Free – 3:26
19. Flower Punk – 3:03
20. Hot Poop – :26
21. Nasal Retentive Calliope Music – 2:03
22. Let’s Make The Water Turn Black – 1:58
23. The Idiot Bastard Son – 3:22
24. Lonely Little Girl – 1:10
25. Take Your Clothes Off When You Dance – 1:34
26. What’s The Ugliest Part Of Your Body? (Reprise) – :58
27. Mother People – 2:31
28. The Chrome Plated Megaphone Of Destiny – 6:23

### Disk 2
1. Lumpy Gravy - Part One – 15:57
2. Lumpy Gravy - Part Two – 17:15
3. Are You Hung Up? – 1:30
4. Who Needs The Peace Corps? – 2:35
5. Concentration Moon – 2:17
6. Mom & Dad – 2:16
7. Telephone Conversation – :49
8. Bow Tie Daddy – :33
9. Harry, You’re A Beast – 1:22
10. What’s The Ugliest Part Of Your Body? – 1:03
11. Absolutely Free – 3:28
12. Flower Punk – 3:04
13. Hot Poop – :29
14. Nasal Retentive Calliope Music – 2:03
15. Let’s Make The Water Turn Black – 1:45
16. The Idiot Bastard Son – 3:17
17. Lonely Little Girl – 1:12
18. Take Your Clothes Off When You Dance – 1:35
19. What’s The Ugliest Part Of Your Body? (Reprise) – :57
20. Mother People – 2:31
21. The Chrome Plated Megaphone Of Destiny – 6:26

### Disk 3
1. How Did That Get In Here? – 25:01
2. Lumpy Gravy "Shuffle" – :30
3. Dense Slight – 1:42
4. Unit 3A, Take 3 – 2:24
5. Unit 2, Take 9 – 1:10
6. Section 8, Take 22 – 2:39
7. "My Favorite Album" – :59
8. Unit 9 – :41
9. N. Double A, AA – :55
10. Theme From Lumpy Gravy – 1:56
11. "What The Fuck’s Wrong With Her?" – 1:07
12. Intelligent Design – 1:11
13. Lonely Little Girl (Original Composition - Take 24) – 3:35
14. "That Problem With Absolutely Free" – :30
15. Absolutely Free (Instrumental) – 3:59
16. Harry, You’re A Beast (Instrumental) – 1:16
17. What’s The Ugliest Part of Your Body? (Reprise/Instrumental) – 2:01
18. Creationism – 1:11
19. Idiot Bastard Snoop – :47
20. The Idiot Bastard Son (Instrumental) – 2:48
21. "What’s Happening Of The Universe" – 1:37
22. "The World Will Be A Far Happier Place" – :21 (Eric Clapton dialogue excerpt)
23. Lonely Little Girl (Instrumental) – 1:26
24. Mom & Dad (Instrumental) – 2:16
25. Who Needs The Peace Corps? (Instrumental) – 2:51
26. "Really Little Voice" – 2:28
27. Take Your Clothes Off When You Dance (Instrumental) – 1:24
28. Lonely Little Girl - The Single – 2:45
29. "In Conclusion" – :25 (Eric Clapton dialogue excerpt)